# مهدیزاده کابلی
محمدرئوف مهدی معروف به مهدیزاده کابلی (زاده ۱۳۳۷ خورشیدی)، نویسنده اهل افغانستان است. او نمایندگی مهاجرین افغان در ایران را در هر دو لویه‌جرگه افغانستان به عهده داشت.

## زندگی‌نامه
مهدی‌زاده که متولّد شهر کابل است، تحصیلات ابتدایی و متوسطه و عالی خود را نیز در همین شهر به پایان رساند و در سال ۱۳۶۰ به استادی در دانشکده مهندسی دانشگاه کابل رسید. او در سال ۱۳۶۳ به سبب اعتراض علیه اشغال نظامی افغانستان توسط ارتش سرخ شوروی، ناگزیر به ترک افغانستان شد و مدت ۲۰ سال در ایران اقامت گزید.
پس از سقوط دولت طالبان، نمایندگی مهاجرین افغان در ایران را در هر دو لویه‌جرگه افغانستان به عهده گرفت. او در لویه جرگه سال ۱۳۸۳، مخالف پسوند «اسلامی» برای نام حکومت افغانستان بود
او همچنین در کنفرانس‌های بین‌المللی از جمله گفتگوی تمدنها بین ایران و افغانستان و کنفرانس برلین که از جانب بنیاد صلح سوئیس در مورد افغانستان برگزار شده بود، شرکت داشت.
مهدیزاده، یکی از فعالان جنبش دموکراسی در افغانستان است و او در راستای اهداف این جنبش، در سال ۱۳۷۸، انجمن مهندسان افغان را بنیان نهاد و دو دوره ریاست انتخابی این انجمن را بر عهده داشت.
او که از سال ۱۳۸۳ در آلمان زندگی می‌کند، در سال ۲۰۰۷ میلادی ادامه تحصیلات خود را در رشتهٔ مهندسی مدیریت صنعتی در شهر درسدن آلمان به پایان رساند. افزون بر این، او از سال‌ها به این طرف، در زمینه تاریخ افغانستان و تاریخ ادیان مطالعه و تحقیق دارد.
عبدالاحمد جاوید، استاد دانشکده ادبیات و رئیس سابق دانشگاه کابل، در کتاب اوستا، مهدیزاده کابلی را نویسنده توانا توصیف کرده که تاریخ ایران و افغانستان را با دقت و ظرافت خاصی مورد تحلیل و بررسی قرار داده‌است.